# ايتور أوسا
ايتور أوسا (بالإسبانية: Aitor Osa)‏ مواليد 9 سبتمبر 1973 في ثيستونا، إسبانيا، هو دراج إسباني سابق في صنف سباق الدراجات على الطريق.

## سجل النتائج

### المراكز
- حقق المركز الـ 9 في طواف إسبانيا 2001

## وصلات خارجية
- الموقع الرسمي

## روابط خارجية
- ايتور أوسا على موقع الاتحاد الدولي للدراجات (الإنجليزية)
- ايتور أوسا على موقع أرشيف الدراجات (الإنجليزية)
- ايتور أوسا على موقع إحصائيات الدراجات الإحترافية (الإنجليزية)
- ايتور أوسا على موقع نسبة الدراجات (الإنجليزية)
- ايتور أوسا على موقع CycleBase (الإنجليزية)
- ايتور أوسا على موقع الرابطة الدولية لركض المسار (الإنجليزية)